# Дискография Ксавьера Найду
Этот список представляет собой обзор музыкальных произведений немецкого поп-певца Ксавьера Найду. Он продал за свою карьеру более 460000 записей. Один из самых успешных дисков Nicht von dieser Welt был продан в количестве 1.070.000 копий.

## Альбомы

### Студийные альбомы
| Год  | Название                            | Позиции в чартах | Позиции в чартах | Позиции в чартах | Примечания                                |
| Год  | Название                            | DE               | AT               | CH               | Примечания                                |
| ---- | ----------------------------------- | ---------------- | ---------------- | ---------------- | ----------------------------------------- |
| 1994 | Seeing Is Believing                 | —                | —                | —                | Релиз: 7 сентября 1994 Только в США       |
| 1998 | Nicht von dieser Welt               | 1 (103 нед.)     | 5 (37 нед.)      | 12 (60 нед.)     | Выпуск: 30 Мая 1998 Продажи: + 1.070.000  |
| 2002 | Zwischenspiel — Alles für den Herrn | 1 (86 нед.)      | 1 (92 нед.)      | 3 (56 нед.)      | Выпуск: 25 Март 2002 Продажи: + 700.000   |
| 2005 | Telegramm für X                     | 1 (77 нед.)      | 1 (60 нед.)      | 1 (63 нед.)      | Выпуск: 25 Ноября 2005 Продажи: + 860.000 |
| 2009 | Alles kann besser werden            | 1 (103 нед.)     | 3 (31 нед.)      | 2 (41 нед.)      | Выпуск: 9 Oктября 2009 Продажи: + 415.000 |
| 2013 | Mordsmusik                          | 62 (1 нед.)      | 44 (2 нед.)      | —                | Под пвсевдонимом Der Xer                  |
| 2013 | Bei meiner Seele                    | 1 (… нед.)       | 1 (… нед.)       | 3 (… нед.)       | Выпуск: 31 Mая 2013                       |

### Концертные альбомы
| Год  | Название                                   | Позиции в чартах | Позиции в чартах | Позиции в чартах | Примечания                                                        |
| Год  | Название                                   | DE               | AT               | CH               | Примечания                                                        |
| ---- | ------------------------------------------ | ---------------- | ---------------- | ---------------- | ----------------------------------------------------------------- |
| 1999 | Live                                       | 9 (13 нед.)      | 18 (6 нед.)      | 33 (4 нед.)      | Выпуск: 1 ноября 1999 Продажи: + 150.000                          |
| 2003 | …Alles Gute vor uns…                       | 8 (21 нед.)      | 2 (26 нед.)      | 11 (19 нед.)     | Выпуск: 2 Июня 2003 Продажи: + 180.000                            |
| 2008 | Wettsingen in Schwetzingen — MTV Unplugged | 1 (51 нед.)      | 2 (21 Wo.)       | 1 (21 нед.)      | Выпуск: 19 сентября 2008 Продажи: + 250.000; (с Söhnen Mannheims) |
| 2010 | Alles kann besser werden — live            | *                | 15 (10 нед.)     | *                | Выход: 12 ноября 2010                                             |

### Сборники
| Год              | Название                                      | Позиции в чартах | Позиции в чартах | Позиции в чартах | Примечания                                |
| Год              | Название                                      | DE               | AT               | CH               | Примечания                                |
| ---------------- | --------------------------------------------- | ---------------- | ---------------- | ---------------- | ----------------------------------------- |
| 2012             | Danke fürs Zuhören — Liedersammlung 1998—2012 | 1 (… нед.)       | 1 (… нед.)       | 1 (… нед.)       | Выпуск: 3 февраля 2012 Продажи: + 400.000 |
|                  | Альбомы на 1 месте                            | 7                | 4                | 3                |                                           |
| Альбомы в Top 10 | 9                                             | 8                | 6                |                  |                                           |
| Альбомы в чартах | 10                                            | 11               | 9                |                  |                                           |

### Синглы

#### Сольные синглы
| Год  | Название                                                                               | Позиции в чартах | Позиции в чартах | Позиции в чартах | Примечания                                                    |
| Год  | Название                                                                               | DE               | AT               | CH               | Примечания                                                    |
| ---- | -------------------------------------------------------------------------------------- | ---------------- | ---------------- | ---------------- | ------------------------------------------------------------- |
| 1998 | 20.000 Meilen Nicht von dieser Welt                                                    | 32 (10 нед.)     | —                | —                | Выпуск: 20 апреля 1998                                        |
| 1998 | Nicht von dieser Welt                                                                  | 19 (16 нед.)     | —                | —                | Выпуск: 3 августа 1998                                        |
| 1998 | Führ mich ans Licht Nicht von dieser Welt                                              | 27 (15 нед.)     | 35 (5 нед.)      | 40 (5 нед.)      | Выпуск: 23 ноября 1998                                        |
| 1999 | Sie sieht mich nicht Asterix und Obelix gegen Caesar (Саундтрек)                       | 2 (20 нед.)      | 11 (12 нед.)     | 5 (19 нед.)      | Выпуск: 22 марта 1999 Продажи: + 500.000                      |
| 1999 | Eigentlich gut Nicht von dieser Welt                                                   | 32 (9 нед.)      | —                | —                | Выпуск: 19 июля 1999                                          |
| 2000 | Seine Straßen Nicht von dieser Welt                                                    | 15 (13 нед.)     | 40 (1 нед.)      | 37 (11 нед.)     | Выпуск: 26 июня 2000                                          |
| 2002 | Wo willst du hin? Zwischenspiel — Alles für den Herrn                                  | 3 (17 нед.)      | 13 (18 нед.)     | 11 (15 нед.)     | Выпуск: 17 февраля 2002                                       |
| 2002 | Bevor du gehst Zwischenspiel — Alles für den Herrn                                     | 5 (17 нед.)      | 14 (32 нед.)     | 29 (16 нед.)     | Выпуск: 2 июня 2002                                           |
| 2002 | Wenn ich schon Kinder hätte Zwischenspiel — Alles für den Herrn                        | 47 (5 нед.)      | 49 (4 нед.)      | —                | Выпуск: 23 сентября 2002 (с участием Curse)                   |
| 2003 | Abschied nehmen Zwischenspiel — Alles für den Herrn                                    | 5 (15 нед.)      | 6 (23 нед.)      | 43 (10 нед.)     | Выпуск: 8 ноября 2002                                         |
| 2003 | Ich kenne nichts (das so schön ist wie du) Zwischenspiel — Alles für den Herrn (Jewel) | 1 (36 нед.)      | 2 (37 нед.)      | 3 (28 нед.)      | Выпуск: 19 мая 2003 Продажи: + 200.000; (с участием RZA)      |
| 2005 | Dieser Weg Telegramm für X                                                             | 2 (79 нед.)      | 2 (27 нед.)      | 3 (62 нед.)      | Выпуск: 4 ноября 2005 Продажи: + 150.000                      |
| 2006 | Bist du am Leben interessiert? Telegramm für X                                         | 27 (10 нед.)     | 32 (14 нед.)     | 24 (10 нед.)     | Выпуск: 10 марта 2006 (с участием Tone)                       |
| 2006 | Zeilen aus Gold Telegramm für X                                                        | 32 (14 нед.)     | 49 (14 нед.)     | 66 (11 нед.)     | Выпуск: 23 июня 2006                                          |
| 2006 | Danke Telegramm für X                                                                  | 1 (18 нед.)      | 34 (8 нед.)      | 100 (1 нед.)     | Выпуск: 21 июля 2006 Продажи: + 150.000                       |
| 2006 | Was wir alleine nicht schaffen Telegramm für X                                         | 2 (28 нед.)      | 7 (18 нед.)      | 28 (15 нед.)     | Выпуск: 3 ноября 2006                                         |
| 2008 | Wann MTV Unplugged — Wettsingen in Schwetzingen                                        | 35 (9 нед.)      | 39 (6 нед.)      | —                | Выпуск: 28 ноября 2008 (с участием Cassandra Steen)           |
| 2008 | Das hat die Welt noch nicht gesehen MTV Unplugged — Wettsingen in Schwetzingen         | 1 (19 нед.)      | 4 (22 нед.)      | 3 (22 нед.)      | Выпуск: 8 авгеста 2008 (с Söhne Mannheims)                    |
| 2009 | Alles kann besser werden                                                               | 6 (33 нед.)      | 16 (26 нед.)     | 28 (26 нед.)     | Выпуск: 16 октября 2009 (с Janet Grogan); (Remix с Megaloh)   |
| 2010 | Halte durch Alles kann besser werden                                                   | 29 (7 нед.)      | —                | —                | Выпуск: 26 февраля 2010                                       |
| 2010 | Ich brauche dich Alles kann besser werden                                              | 30 (13 нед.)     | 40 (6 нед.)      | —                | Выпуск: 28 мая 2010                                           |
| 2010 | Wild vor Wut Alles kann besser werden / Konferenz der Tiere OST                        | 73 (5 нед.)      | —                | —                | Выпуск: 22 октября 2010 (feat. Naturally 7)                   |
| 2010 | Bitte hör nicht auf zu träumen (live) Alles kann besser werden — live                  | 22 (30 нед.)     | 71 (2 нед.)      | 49 (2 нед.)      | Выпуск: 22 октября 2010 (feat. Naturally 7 & Cassandra Steen) |
| 2013 | Bei meiner Seele                                                                       | 2 (… нед.)       | 19 (… нед.)      | 23 (… нед.)      | Выпуск: 3 мая 2013                                            |
| 2013 | Der letzte Blick Bei meiner Seele                                                      | 37 (… нед.)      | 51 (… нед.)      | 70 (… нед.)      | Выпуск: 3 июня 2013                                           |

#### Гостевые синглы
| Год             | Название                                                  | Позиции в чартах | Позиции в чартах | Позиции в чартах | Примечания                                                                       |
| Год             | Название                                                  | DE               | AT               | CH               | Примечания                                                                       |
| --------------- | --------------------------------------------------------- | ---------------- | ---------------- | ---------------- | -------------------------------------------------------------------------------- |
| 1997            | Freisein Die neue S-Klasse                                | 23 (17 нед.)     | —                | —                | Выпуск: 24 ноября 1997 (Sabrina Setlur, Xavier Naidoo)                           |
| 1998            | 3P (Licence 2 Kill) 3P: Revolution / Evolution            | 21 (9 нед.)      | —                | —                | Выпуск: 16 февраля 1998 (3P : Sabrina Setlur, Moses P, Illmat!c & Xavier Naidoo) |
| 1999            | Skillz Still III                                          | 75 (3 нед.)      | —                | —                | Выпуск: 17 мая 1999 (Illmat!c feat. Xavier Naidoo & Moses P)                     |
| 2001            | Gib mir Musik Jetzt komm ich                              | 44 (7 нед.)      | —                | —                | Выпуск: 26 февраля 2001 (Edo Zanki & Friends)                                    |
| 2001            | Way to Mars By Your Side                                  | 30 (13 нед.)     | —                | —                | Выпуск: 11 июня 2001 (Somersault & Xavier Naidoo)                                |
| 2001            | Alles 3P: Revolution / Evolution                          | 16 (9 нед.)      | —                | 86 (3 нед.)      | Выпуск: 27 марта 2001 (3P : Sabrina Setlur feat. Xavier Naidoo)                  |
| 2001            | Lied (du, nur du)                                         | 54 (4 нед.)      | —                | —                | Выпуск: 19 июня 2001 (Ben Becker & Xavier Naidoo)                                |
| 2001            | Jeanny Dream No. 7                                        | 18 (9 нед.)      | 31 (8 нед.)      | 86 (5 нед.)      | Выпуск: 24 июня 2001 (Reamonn feat. Xavier Naidoo)                               |
| 2001            | Über sieben Brücken musst du gehn Zeit der großen Gefühle | 40 (8 нед.)      | 51 (6 нед.)      | 58 (3 нед.)      | Выпуск: 13 августа 2001 (Erkan Aki & Xavier Naidoo)                              |
| 2003            | Tu Me Manques Billy Bear                                  | —                | —                | 20 (11 нед.)     | Выпуск: 26 января 2003 (Stress feat. Xavier Naidoo)                              |
| 2004            | Tage und Stunden B-Ständig                                | 24 (9 нед.)      | 49 9 нед.)       | 71 (2 нед.)      | Выпуск: 11 июля 2004 (Bintia feat. Xavier Naidoo)                                |
| 2006            | With You                                                  | 68 (2 нед.)      | 74 (2 нед.)      | —                | Выпуск: 20 октября 2006 (Majestic 12 feat. Xavier Naidoo)                        |
| 2011            | Aura                                                      | 14 (8 нед.)      | 33 (3 нед.)      | 13 (6 нед.)      | Выпуск: 21 октября 2011 (Kool Savas feat. Xavier Naidoo)                         |
| 2011            | Heroes/Helden Die Highlights                              | 28 (9 нед.)      | 50 (3 нед.)      | —                | Выпуск: 24 ноября 2011 (The Voice of Germany)                                    |
|                 | Синглы на 1 месте                                         | 3                | —                | —                |                                                                                  |
| Синглы в Top 10 | 10                                                        | 5                | 4                |                  |                                                                                  |
| Синглы в чартах | 37                                                        | 24               | 21               |                  |                                                                                  |

### Другие совместные работы
- 2001: Lichtabeiter (Nena feat. Xavier Naidoo)
- 2001: Soulmusic (Curse feat. Xavier Naidoo)
- 2002: Wähl mich (Dean Dawson feat. Xavier Naidoo)
- 2003: Tanz (Harris feat. Xavier Naidoo)
- 2004: Serious (Kool & the Gang feat. Mousse T. & Xavier Naidoo)
- 2004: Dieses Mal & 2. Bildungsweg (Melbeatz feat. Xavier Naidoo)
- 2005: Ich wünsch mir  (Olli Banjo feat. Xavier Naidoo)
- 2005: Schick mir ’nen Engel (Tone feat. Xavier Naidoo)
- 2005: Was hab ich dir angetan? (Azad & Kool Savas feat. Xavier Naidoo)
- 2006: Weisse Taube (Azad feat. Xavier Naidoo)
- 2007: People Like Them (Tomcraft feat. Xavier Naidoo)
- 2007: Ist es nicht so? (Spezializtz feat. Xavier Naidoo)
- 2008: Stell dir vor  (Curse feat. Xavier Naidoo)
- 2008: Liebeslieder und Keine Fragen mehr (MarQ Figuli feat. Xavier Naidoo)
- 2008: Im Herz (Franky Kubrick feat. Xavier Naidoo)
- 2008: Sehnsucht (Schiller mit Xavier Naidoo)
- 2009: Großes Problem (Monroe feat. Samy Deluxe & Xavier Naidoo)
- 2009: Mein Traum (Tone feat. Xavier Naidoo)
- 2009: All the Shakin’ (Andreas Vollenweider & Xavier Naidoo)
- 2009: Liebe bringt den Schmerz (Vicky Leandros feat. Xavier Naidoo)
- 2009: Sehn wir uns wieder (Silbermond feat. Xavier Naidoo)
- 2009: Selam (Killa Hakan feat. Xavier Naidoo & Ceza)
- 2010: Mein Weltbild  (Olli Banjo feat. Xavier Naidoo)
- 2011: Was bringt unsere Liebe um? (Kitty Kat feat. Xavier Naidoo)
- 2011: Du bist ein Mensch (Bushido feat. Xavier Naidoo)
- 2011: This Life (Queen Esther Marrow feat. Faf Larage & Xavier Naidoo)
- 2011: Come to your senses (Queen Esther Marrow feat. Xavier Naidoo)
- 2011: Come to your senses (Orchestra Version) (Queen Esther Marrow feat. Xavier Naidoo)
- 2011: My Child (Rea Garvey feat. Xavier Naidoo)
- 2012: Zeitreise (Unheilig feat. Xavier Naidoo)

### VHS/DVD -концерты
| Год  | Название                                   | Позиции в чартах | Позиции в чартах | Позиции в чартах | Примечания                               |
| Год  | Название                                   | DE               | AT               | CH               | Примечания                               |
| ---- | ------------------------------------------ | ---------------- | ---------------- | ---------------- | ---------------------------------------- |
| 2003 | …Alles Gute vor uns…                       | *                | 1 (25 нед.)      | *                | Выпуск: 2 июня 2003 Продажи: + 50.000    |
| 2005 | Telegramm für X                            | *                | *                | *                | Выпуск: 25 ноября 2005                   |
| 2008 | Live                                       | *                | *                | *                | Выпуск: 30 мая 2008                      |
| 2008 | Wettsingen in Schwetzingen — MTV Unplugged | *                | 1 (14 нед.)      | 2 (7 нед.)       | Выпуск: 21 ноября 2008 Продажи: + 25.000 |

### Написанные песни
- Cassandra Steen

2009: Es ist wahr
2011: Ich fühl es nicht
2011: Ich lasse jetzt los
2011: Lange genug Zeit
2011: Prophetin
- Katja Ebstein

2005: In meinen Armen
- Kool Savas

2008: Was hab’ ich dir angetan?
- Silbermond

2009: Seh’n wir uns wieder?
- Vicky Leandros

2009: Möge der Himmel
- Yvonne Catterfeld

2004: Die Zeit des Wartens
2004: Liebe war es nicht
2010: Immer noch
Кроме того, он также написал тексты к песням, в исполнении которых принимал участие, например, с такими исполнителями, как: Söhnen Mannheims, Brothers Keepers und Zeichen der Zeit.

### Другие проекты
- 4 Your Soul: → смотри 4 Your Soul/Diskografie
- Brothers Keepers: → смотри Brothers Keepers/Diskografie
- Der Xer
- Hand in Hand for Children e. V.
- Rilke Projekt: → смотри Rilke Projekt/Diskografie
- Söhne Mannheims: → смотри Söhne Mannheims/Diskografie
- Xavas: → смотри Xavas/Diskografie
- Zeichen der Zeit: → смотри Zeichen der Zeit/Diskografie

### Награды за продажи
| «Золотой» статус - Германия - 1999: за альбом Live - 2003: за сингл Ich kenne nichts (das so schön ist wie du) - 2004: за альбом …Alles Gute vor uns… - 2005: за сингл Dieser Weg - 2006: за сингл Danke - 2009: за DVD -концерт Wettsingen in Schwetzingen/MTV Unplugged - Европа - 2000: за альбом Nicht von dieser Welt - Австрия - 2003: за альбом …Alles Gute vor uns… - 2008: за альбом Wettsingen in Schwetzingen/MTV Unplugged - Швейцаря - 2003: за сингл Ich kenne nichts (das so schön ist wie du) - 2005: за альбом …Alles Gute vor uns… - 2009: за альбом Wettsingen in Schwetzingen/MTV Unplugged - 2009: за альбом Alles kann besser werden «Платиновый» статус - Германия - 1999: за сингл Sie sieht mich nicht - 2006: за DVD -концерт …Alles Gute vor uns… - 2009: за альбом Wettsingen in Schwetzingen/MTV Unplugged - Австрия - 1999: за альбом Nicht von dieser Welt - 2003: за альбом Zwischenspiel/Alles für den Herrn - 2003: за сингл Ich kenne nichts (das so schön ist wie du) - Швейцария - 1999: за альбом Nicht von dieser Welt | 3x-кратый «золотой» статус - Швейцария - 2006: за альбом Telegramm für X 2x-кратый «платиновый» статус - Германия - 1999: за альбом Nicht von dieser Welt - 2003: за альбом Zwischenspiel/Alles für den Herrn - 2011: за альбом Alles kann besser werden - 2012: за альбом Danke für’s Zuhören — Liedersammlung 1998—2012 - Швейцария - 2004: за альбом Zwischenspiel/Alles für den Herrn 4x-кратый «платиновый» статус - Германия - 2006: за альбом Telegramm für X \| Land \| Gold \| Platin \| \| -------------- \| ---- \| ------ \| \| Германия \| 6 \| 15 \| \| Европа \| 0 \| 1 \| \| Австрия \| 2 \| 3 \| \| Флаг Швейцарии \| 5 \| 4 \| \| Итого \| 13 \| 23 \| |        |
| Land | Gold | Platin |
| Германия | 6 | 15     |
| Европа | 0 | 1      |
| Австрия | 2 | 3      |
| Флаг Швейцарии | 5 | 4      |
| Итого | 13 | 23     |